# Walking Through Fire
Walking Through Fire è il dodicesimo album in studio del gruppo rock canadese April Wine, pubblicato nel 1985.

## Tracce
Tutte le tracce sono di Myles Goodwyn eccetto dove indicato.
1. Rock Myself to Sleep (Kimberley Rew, Vince De la Cruz) – 3:16
2. Wanted Dead or Alive (Jeff Cannata, Michael Soldan) – 3:30
3. Beg for Your Love (Eddie Schwartz) – 3:36
4. Love Has Remembered Me – 4:07
5. Anejo – 5:01
6. Open Soul Surgery (Jim Vallance) – 3:41
7. You Don't Have to Act that Way – 4:53
8. Hold On – 3:48
9. All It Will Ever Be – 4:39
10. Wait Any More – 4:22

## Formazione
- Myles Goodwyn – voce, chitarre
- Brian Greenway – voce, chitarre
- Daniel Barbe – tastiere
- Jean Pellerin – basso
- Marty Simon – batteria